# هنجام (مشيز بردسير)
هنجام (بالفارسية: هنجام) هي قرية تقع في إيران في البلدة المركزية. يقدر عدد سكانها بـ 57 نسمة بحسب إحصاء 2016.